# Vapor General Brown
El vapor General Brown (ex Amazonas) fue un buque de guerra de la Armada Argentina con un largo servicio como buque escuela, siendo la primera sede de la Escuela Naval Militar.

## Historia

### Amazonas
El Amazone era una de las dos unidades gemelas construidas en 1865 en los astilleros de Dumbarton, Escocia, por encargo de la Confederación para ser destinadas a burlar el bloqueo de las fuerzas de la Unión al puerto sureño de Charleston durante la Guerra de Secesión. 
Buque mixto, aparejado a barca sin bauprés ni botalón, contaba con una máquina a vapor (sistema Compound) de 4 cilindros con una potencia de 176 HP, que impulsaban 2 hélices de 4 palas y le permitían alcanzar una velocidad de 9 nudos. Tenía 78.74 m de eslora, 9.30 de manga, 4.96 de puntal y 3.40 de calado medio, con un desplazamiento de 570 t. Su casco de hierro contaba con chapas de 8,5 mm, mientras que la obra muerta era de madera.
Sin llegar a ser empleado en el conflicto que finalizaría el mismo año de su construcción, arribó a la ciudad de Buenos Aires a mediados de 1867 transportando 700 toneladas de carbón. El gobierno argentino, embarcado en la guerra de la Triple Alianza, compró el buque en £ 19.000, y tras su alistamiento bajo el comando accidental del capitán Guillermo Lawrence, se incorporó oficialmente a la armada en enero de 1868. Montaba en coliza a proa un cañón rayado de avancarga de bronce de 16", y a popa 2 cañones Krupp de 7,5.

### General Brown
El 7 de febrero de 1868 un decreto cambió su nombre por el de General Brown, pero hasta octubre de ese año continuó llamándoselo Amazonas. Al mando de Lawrence operó como transporte de guerra en los ríos Paraná y Paraguay hasta el 27 de junio de 1869, cuando fue arrendado a la empresa de cabotaje Molina y Cía para ser utilizado en el comercio del Río de la Plata.
En 1870 se le agregó un bauprés y finalizado el arrendamiento, en abril de ese año se reincorporó a la escuadra y al mando del teniente Emiliano Goldriz fue destacado como estacionario a Paraná (Entre Ríos) con motivo de la rebelión jordanista, combatiendo luego a los revolucionarios en La Paz y Hernandarias.
En marzo de 1871 al mando del capitán Juan José Causaro transportó a Bahía Blanca al Regimiento N° 1 de Artillería del Ejército para regresar en abril transportando cien indios de lanza prisioneros, muchos de los cuales serían incorporados a la Armada como marineros, pasando luego a los Talleres del Río Luján para reparaciones y a situación de desarme.
Por iniciativa del presidente Domingo Faustino Sarmiento el 5 de octubre de 1872 fue elegido para albergar la Escuela Naval. Montando 4 cañones de hierro calibre 18" Blackely de avancarga (2 por banda) y con un presupuesto de dos mil pesos fuertes mensuales para los gastos de instalación y mantenimiento, en noviembre asumió el mando Clodomiro Urtubey y en 1873 se incorporaron los aspirantes y guardiamarinas en servicio, partiendo a la costa patagónica en viaje de instrucción.
En julio regresó al Río de la Plata y tras efectuar numerosos viajes por los ríos interiores pasó estacionario a la isla Martín García hasta noviembre cuando, ante la nueva revolución jordanista, partió como buque insignia de la División Naval del Río Paraná a la ciudad de Paraná, manteniendo sus funciones de buque escuela y sirviendo como depósito de prisioneros.
En enero de 1874 regresó a su fondeadero en el Río Luján para reparaciones, y tras asistir a la inauguración de las obras del Arsenal Naval de Zárate sufrió cambios en su artillería, montándose 6 cañones Blackely de 18" de avancarga (3 por banda) y uno de bronce de 16" montado en coliza a proa del trinquete. 
Al estallar en el mes de octubre la revolución mitrista con la sublevación de la cañonera Paraná liderada por Erasmo Obligado, los cadetes de la Escuela Naval Militar fueron desembarcados y el General Brown fue afectado a la represión del movimiento como insignia de la 2° División Naval al mando del comodoro Luis Py, constituida por la cañonera Uruguay, el vapor Coronel Roseti, el Pavón, y los pequeños vapores Anita y Arturo. Durante las tareas de vigilancia del estuario se capturó un pailebote con un cargamento de armas destinadas a los revolucionarios. Menos efectiva fue la persecución de la Paraná, nave que finalmente fue rendida por Obligado en Montevideo al fracasar el movimiento.
En mayo de 1875 recibió nuevamente a bordo a la Escuela Naval Militar pero tras el llamado "Motín de los Gabanes" los cadetes fueron desembarcados y tras el comando accidental del capitán Antonio Pérez el 21 de noviembre asumió el mando el capitán Constantino Jorge hasta que a comienzos de 1876 pasó a río Lujan en situación de medio armamento a cargo sucesivamente de los guardiamarinas Federico Mourglier y Alejandro Gascón mientras sustanciaba el sumario por el motín.
El 21 de junio de 1877 finalmente se falló disolviendo la Escuela Naval Militar. Mientras el General Brown mantenía su situación de medio armamento en Río Lujan, los cadetes se incorporaban a los buques de la escuadra como aspirantes o abandonaban su carrera.
Hasta mayo de 1878 actuó estacionado en Las Palmas como buque de cuarentena y lazareto ante la epidemia de fiebre amarilla en Buenos Aires. En julio pasó como "Estacionario en Balizas" a la entrada del Río de la Plata al mando del sargento mayor de marina Juan Benetti. En marzo de 1879 pasó a integrar la 3ª División Naval junto al Coronel Roseti, la Cabo de Hornos, la Rosales y los buques de la escuadrilla del Río Negro.
En septiembre de 1880 la Escuela Naval Militar reinició sus actividades a bordo y el General Brown se convirtió en "Buque Escuela" al mando del capitán Martín Guerrico con apostadero en Río Lujan. En 1881 funcionó a bordo la Escuela de Aprendices Artilleros permaneciendo al mando el teniente coronel Antonio Somellera.

### CorbetaChacabuco
Encontrándose en pésimo estado, en marzo de 1883 pasó al dique seco de San Fernando (Buenos Aires) donde se invirtieron m$n 80.000 en extensas modificaciones que convirtieron al vapor en una corbeta que pasó a denominarse el 26 de enero de 1884 con el nombre Chacabuco.
Ese año embarcó la tripulación, el comandante y director de la Escuela de Oficiales de Mar, el capitán de fragata Eduardo Muscari, once oficiales, cuatro profesores civiles y 55 marineros y cabos, así como alrededor de 70 aprendices. Las reparaciones sin embargo continuaron, mientras permanecía fondeado sucesivamente en San Fernando, río Lujan y Los Pozos.
En 1885 se montaron 6 cañones Blackely y 4 cañones de desembarco de 75" y fue designada como Escuela de Grumetes y mientras el mando del buque pasaba al teniente Federico Crobetto y luego al capitán Emilio Barcena, la escuela permanecía bajo la dirección de Muscari.
En 1886 fue denominado "Escuela de Oficiales de Mar", a la que se sumó en 1887 la de Artillería. Recién entonces volvió a la navegación efectiva operando en el Río de la Plata y el Uruguay. 
En enero de 1888 asumió el mando el teniente de navío José Maymo. El 5 de julio de 1889 se hizo cargo Emilio Barilari. En ese momento, fondeado en el puerto de Diamante, funcionaban a bordo las Escuelas de Oficiales de Mar y de Marinería con 120 alumnos.
En 1890 la Chacabuco regresó a Buenos Aires. En 1891 en viaje de instrucción por el Río de la Plata a cargo del teniente de navío Antonio Polverini varó frente a Quilines, siendo auxiliada por el Azopardo.
En 1892 pasó a reparaciones en río Lujan bajo el mando del capitán Antonio E. Pérez. En 1893 la Escuela Naval Militar fue trasladada a Palermo mientras que la Chacabuco pasaba a desarme. En abril fue trasladada a Río Santiago para servir como pontón al servicio del Apostadero de Torpederas.
Desde fines de 1895 y hasta 1905 fue utilizada como pontón depósito de carbón. Gradualmente fue desmantelada y en 1910 sus restos fueron vendidos como chatarra.